# 春日通り
春日通り（かすがどおり）は東京都豊島区池袋から文京区・台東区を経由して、墨田区へとほぼ東西に延びる道路の通称。明治通り（六ツ又陸橋）から四ツ目通りを越えて江東区との区界直前までの区間を指す。
六ツ又陸橋交差点から本郷三丁目交差点までの間は国道254号と重複し、本郷三丁目交差点から本所一丁目交差点までの間は東京都道453号本郷亀戸線と重複している。本所一丁目交差点から終点までは墨田区特別区道 墨105号に指定されている。六ツ又陸橋から西は川越街道に通じ、逆の東側は横十間川にかかる栗原橋の西詰が終点となる（墨105号自体は栗原橋東詰まで指定）。
ほとんどの区間で4車線の道路であるが、横川交番前交差点（四ツ目通り交点）から東は2車線の生活道路となり、栗原橋の東詰にある交差点で道自体が途切れる。
豊島区東池袋2丁目付近から新大塚駅を経て大塚1丁目付近（茗荷谷駅直前）と本郷三丁目駅西側のごく一部で東京メトロ丸ノ内線が地下を走り、春日駅 - 蔵前駅までは都営地下鉄大江戸線が走る。また、昭和通りから国際通りにかけて、大江戸線のさらに下をつくばエクスプレスが走っており、2005年8月24日の開通と共に新御徒町駅で大江戸線と乗り換えが可能になった。

## 主な道路
- 国道254号 - （六ツ又陸橋交差点～本郷三丁目交差点）
- 東京都道453号本郷亀戸線 - （本郷三丁目交差点～本所一丁目交差点）

## 主な著名箇所
- サンシャインシティ
- お茶の水女子大学
- 嘉ノ雅 茗渓館
- 跡見学園女子大学
- 拓殖大学
- 中央大学理工学部
- 東京ドームシティ
- 文京区役所（シビックセンター）
- 東京大学大学院理学系研究科附属植物園（小石川植物園）
- 播磨坂桜並木
- 東京大学
- 湯島天満宮（湯島天神）
- 上野松坂屋
- 上野恩賜公園
- アメヤ横丁
- 多慶屋
- 厩橋
- 伝通院 - 徳川家康生母・於大の方墓所
- 礫川公園 - 春日通りの名の由来でもある春日局像が立つ。
- 麟祥院 - 春日局墓所

## 主に交差する道路
- 川越街道（国道254号・東京都道435号音羽池袋線） - 六ツ又陸橋交差点
- 明治通り（東京都道305号芝新宿王子線） - 六ツ又陸橋交差点
- 南大塚通り - 大塚五丁目交差点
- 不忍通り（東京都道437号秋葉原雑司ヶ谷線） - 大塚三丁目交差点
- 播磨坂桜並木 - 小石川五丁目交差点
- 東京都道436号小石川西巣鴨線 - 富坂下交差点
- 白山通り（東京都道301号白山祝田田町線） - 春日町交差点
- 本郷通り（国道17号） - 本郷三丁目交差点
- 昌平橋通り（東京都道452号神田白山線） - 天神下交差点（湯島駅前）
- 中央通り（東京都道437号秋葉原雑司ヶ谷線） - 上野広小路交差点
- 昭和通り（国道4号） - 台東四丁目交差点
- 清洲橋通り - 元浅草交差点
- 新堀通り - 三筋二丁目交差点
- 国際通り（東京都道462号蔵前三ノ輪線） - 寿三丁目交差点
- 江戸通り（国道6号） - 厩橋交差点
- 清澄通り（東京都道463号上野月島線） - 本所一丁目交差点
- 三ツ目通り（東京都道319号環状三号線） - 本所三・四丁目交差点
- 四ツ目通り（東京都道465号深川吾嬬町線） - 横川交番前交差点

## 付近を通る主な駅・鉄道
- 池袋駅（JR山手線・埼京線・湘南新宿ライン、西武池袋線、東武東上線、東京メトロ丸ノ内線・有楽町線・副都心線）
- 向原停留場（都電荒川線）
- 新大塚駅（東京メトロ丸ノ内線）
- 茗荷谷駅（東京メトロ丸ノ内線）
- 後楽園駅（東京メトロ丸ノ内線・南北線）
- 春日駅（都営三田線・大江戸線）
- 本郷三丁目駅（東京メトロ丸ノ内線、都営大江戸線）
- 湯島駅（東京メトロ千代田線）
- 上野広小路駅（東京メトロ銀座線）
- 上野御徒町駅（都営大江戸線）
- 御徒町駅（JR山手線・京浜東北線）
- 仲御徒町駅（東京メトロ日比谷線）
- 新御徒町駅（都営大江戸線、首都圏新都市鉄道つくばエクスプレス線）
- 蔵前駅（都営大江戸線）

## 春日通りを通るバス路線（豊島区六又陸橋側から順に）
- 都営バス上60系統
- 都営バス都02乙系統
- 都営バス都02系統
- 文京区コミュニティバスBーぐる　目白台・小日向ルート
- 都営バス上69系統
- 都営バス上01系統
- 都営バス上26系統
- 都営バス草24系統